# Ghosts VI: Locusts
Ghosts VI: Locusts är det amerikanska bandet Nine Inch Nails elfte studioalbum, utgivet den 26 mars 2020. Albumet, som utgavs samtidigt med Ghosts V: Together, kan laddas ned gratis. 

## Låtlista
| Nr           | Titel                           | Längd |
| ------------ | ------------------------------- | ----- |
| 1.           | The Cursed Clock                | 7:00  |
| 2.           | Around Every Corner             | 10:53 |
| 3.           | The Worriment Waltz             | 9:26  |
| 4.           | Run Like Hell                   | 5:38  |
| 5.           | When It Happens (Don't Mind Me) | 2:56  |
| 6.           | Another Crashed Car             | 2:24  |
| 7.           | Temp Fix                        | 1:46  |
| 8.           | Trust Fades                     | 3:13  |
| 9.           | A Really Bad Night              | 4:54  |
| 10.          | Your New Normal                 | 3:46  |
| 11.          | Just Breathe                    | 7:00  |
| 12.          | Right Behind You                | 1:44  |
| 13.          | Turn This Off Please            | 13:10 |
| 14.          | So Tired                        | 3:45  |
| 15.          | Almost Dawn                     | 5:35  |
| Total längd: | Total längd:                    | 83:10 |